# Michael Pictorellus
Michael Pictorellus (polnisch Michał z Działdowa) war ein Maler und Holzschnitzer der Gotik aus Soldau. Er war in den Jahren 1466 bis 1491 in Krakau aktiv, wo er zunächst unter Anleitung von Veit Stoß am Krakauer Hochaltar arbeitete. 1486 erhielt er das Bürgerrecht Krakaus und gründete eine eigene Werkstatt. Von 1488 bis 1491 arbeitete er an dem Marienaltar für Pfarrkirche in Książnice Wielkie, an dessen Flügeln möglicherweise auch Veit Stoß mitgewirkt hat.

## Schaffen
Von seinen Werken sind erhalten:
- Krakauer Hochaltar
- Marienaltar von Książnice Wielkie